# HMCS Assiniboine (DDH 234)
El HMCS Assiniboine fue un destructor de la clase St. Laurent que prestó servicio en la Marina Real Canadiense y posteriormente en las Fuerzas Armadas Canadienses de 1956 a 1988. Fue el segundo buque en llevar ese nombre. Entró en servicio en 1956 y fue transformado en 1962 en un destructor escolta de helicópteros (DDH), transformación realizada principalmente por el Depósito de Maquinaria de Victoria. Fue reclasificado oficialmente con el gallardete DDH 234 el 28 de junio de 1963. Tras ser desguazado en 1988, el buque se utilizó como buque escuela portuario hasta que fue vendido como chatarra en 1995. Ese mismo año se hundió mientras era remolcado camino del desguace.

## Hundimiento

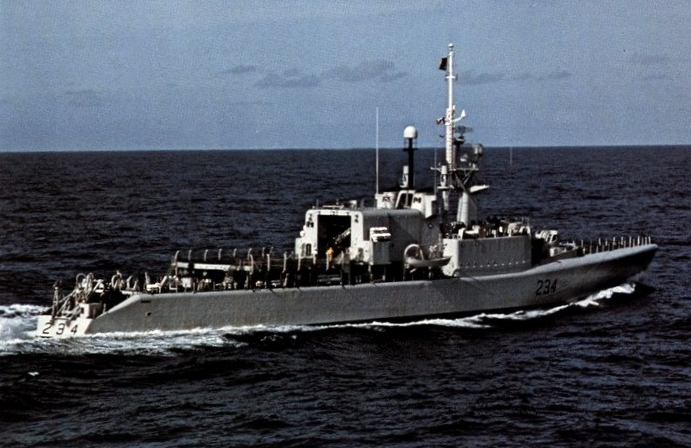
Assiniboine en 1982

Fue dada de baja del servicio activo en las fuerzas canadienses el 14 de diciembre de 1988 y fue utilizada como buque escuela portuaria en CFB Halifax a partir del 3 de enero de 1989. El barco se vendió como chatarra en enero de 1995 y se hundió en el Mar Caribe mientras era remolcado camino del desguace.